# 爆笑!いいね動画シアター
『爆笑!いいね動画シアター』(ばくしょう!いいねどうがシアター)は、フジテレビ系列で2016年6月23日から不定期放送されているバラエティ番組である。

## 概要
日本全国、国民が撮影した動画の中から「いいね」な動画を発掘しナンバーワンを決定する番組。動画はテーマ別に分類されている。

## 出演者
MC
- 宮司愛海 (フジテレビアナウンサー) - 第1回のみ

※第2回は固定MCがいない。

## 放送日時
| 回 | 放送日                  | ゲスト(いいね審査員)                                             | 備考                   |
| -- | ----------------------- | ---------------------------------------------------------------- | ---------------------- |
| 1  | 2016年 3月26日(土曜日)  | 芦田愛菜、指原莉乃、高畑淳子、東野幸治、吉村崇(平成ノブシコブシ) | ※19:00 - 20:54 (114分) |
| 2  | 2016年 11月12日(土曜日) |                                                                  | ※19:00 - 20:54 (114分) |